# Diospyros dendo
Diospyros dendo är en tvåhjärtbladig växtart som beskrevs av Friedrich Welwitsch och William Philip Hiern. Diospyros dendo ingår i släktet Diospyros och familjen Ebenaceae. Inga underarter finns listade i Catalogue of Life.